# Fontaine-Henry
Fontaine-Henry é uma comuna francesa na região administrativa da Normandia, no departamento Calvados. Estende-se por uma área de 5,82 km². Em 2010 a comuna tinha 468 habitantes (densidade: 80,4 hab./km²).